# Kungslavspinnare
Kungslavspinnare, Lithosia quadra är en fjärilsart som beskrevs av Carl von Linné 1758. Kungslavspinnare ingår i släktet Lithosia och familjen näbbflyn. Arten är reproducerande i både Finland och Sverige och enligt respektive rödlista är arten livskraftig, LC i båda länderna. Fyra underarter finns listade i Catalogue of Life, Lithosia quadra damavendi Daniel, 1939, Lithosia quadra dives (Butler, 1877), Lithosia quadra quadra Linnaeus, 1758 och Lithosia quadra soligena Dubatolov, Zolotuhin & Witt, 2016.

## Bildgalleri

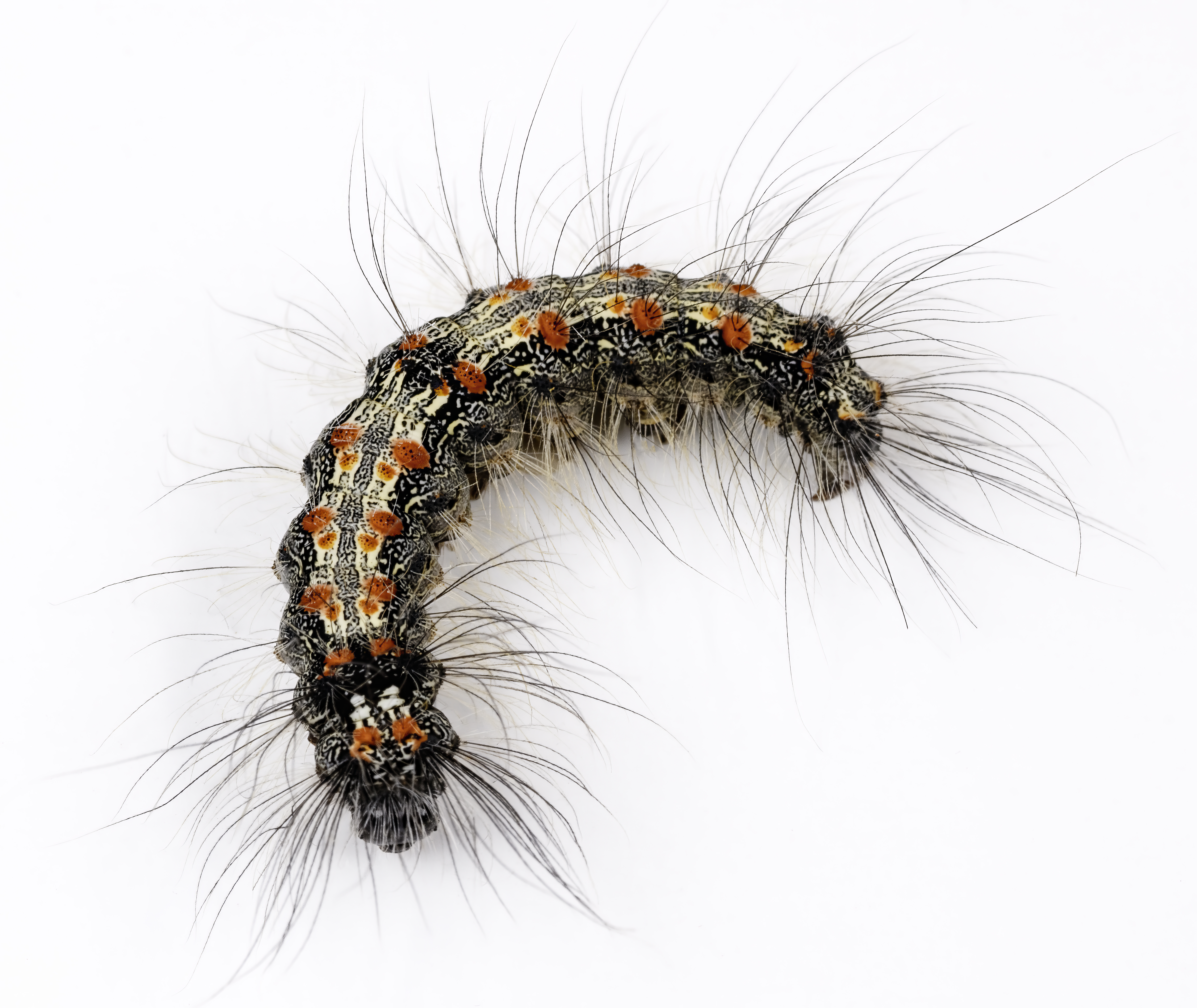
Fjärilens larv.
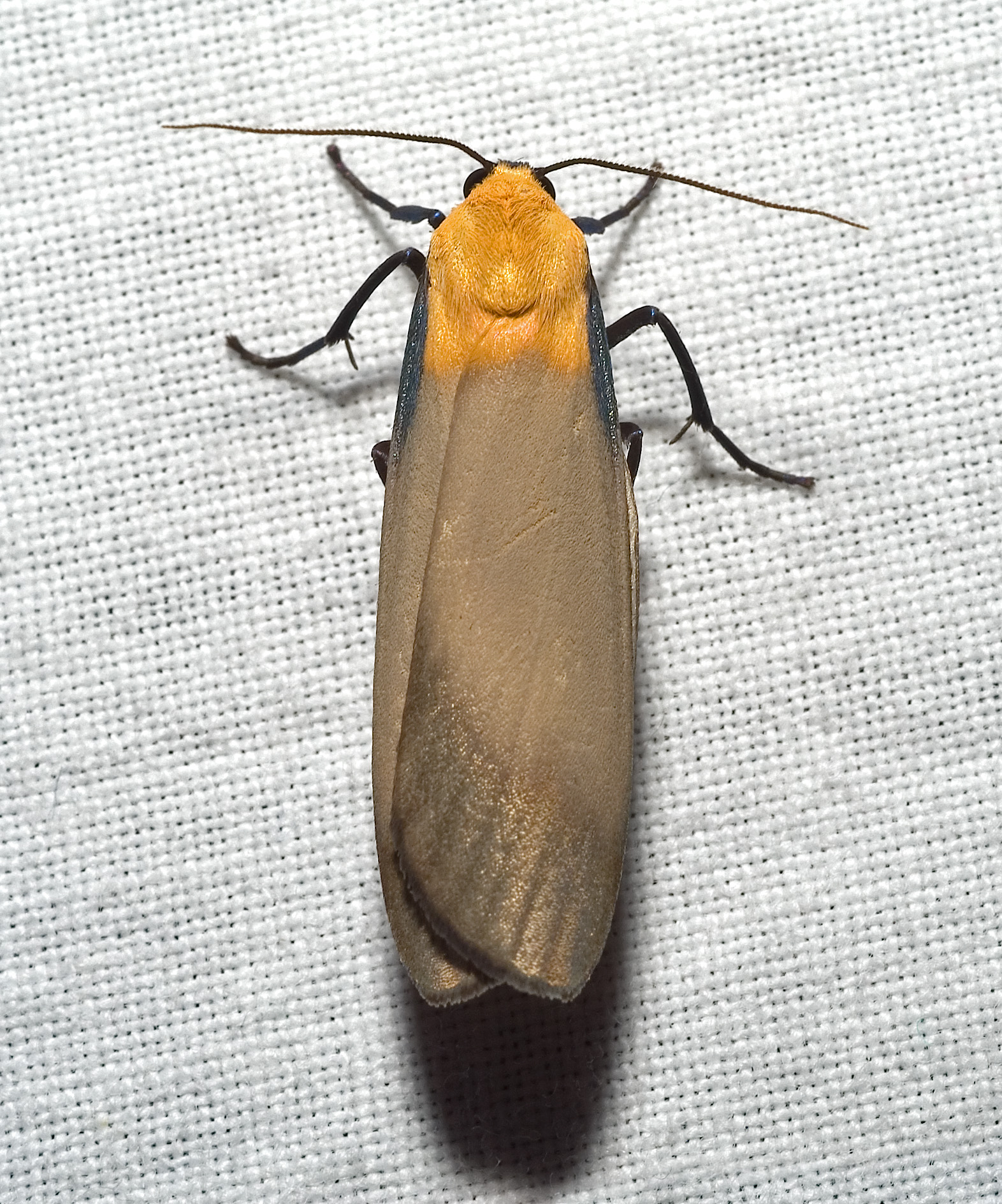
Imago fjäril, hane.
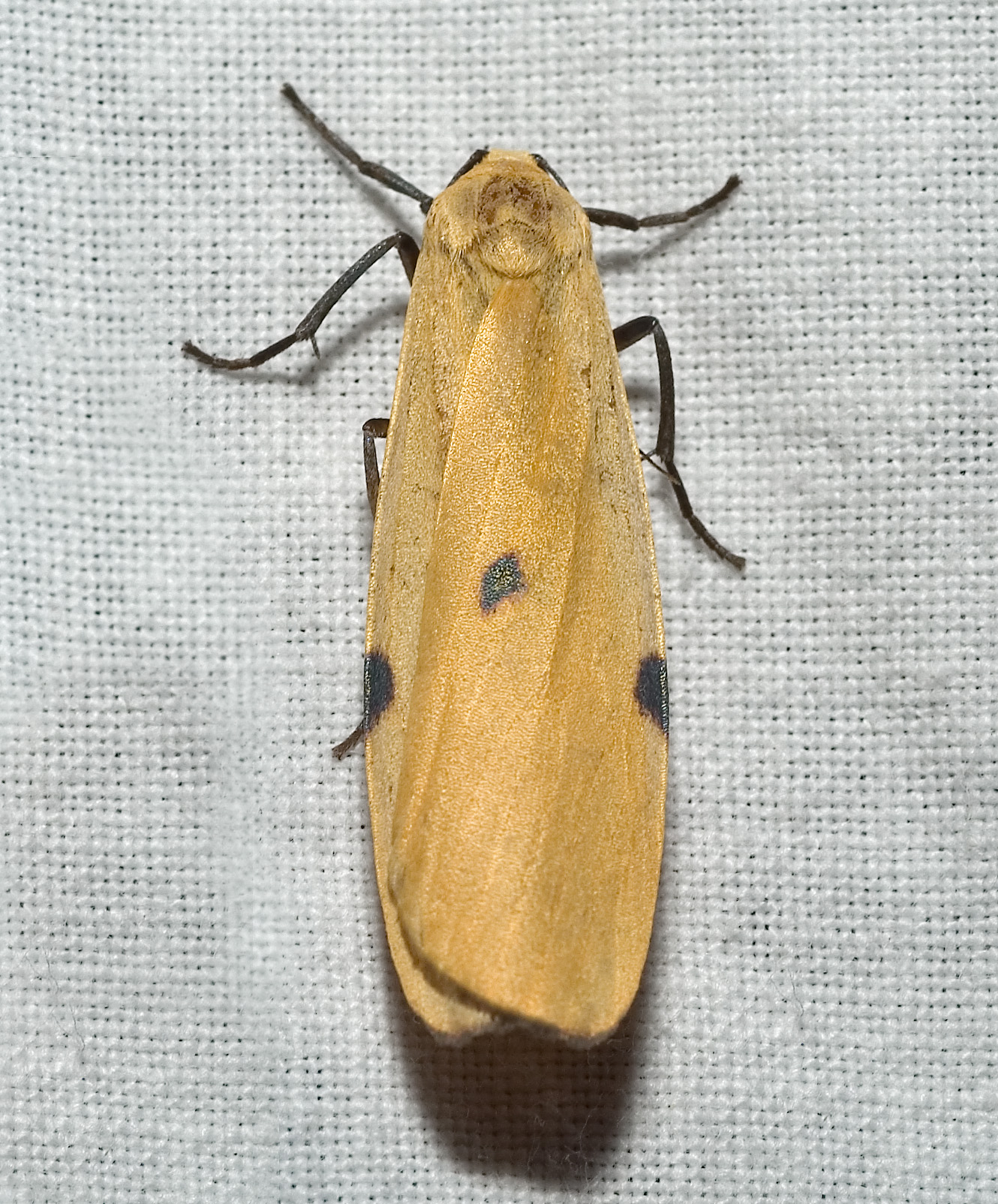
Imago fjäril, hona.
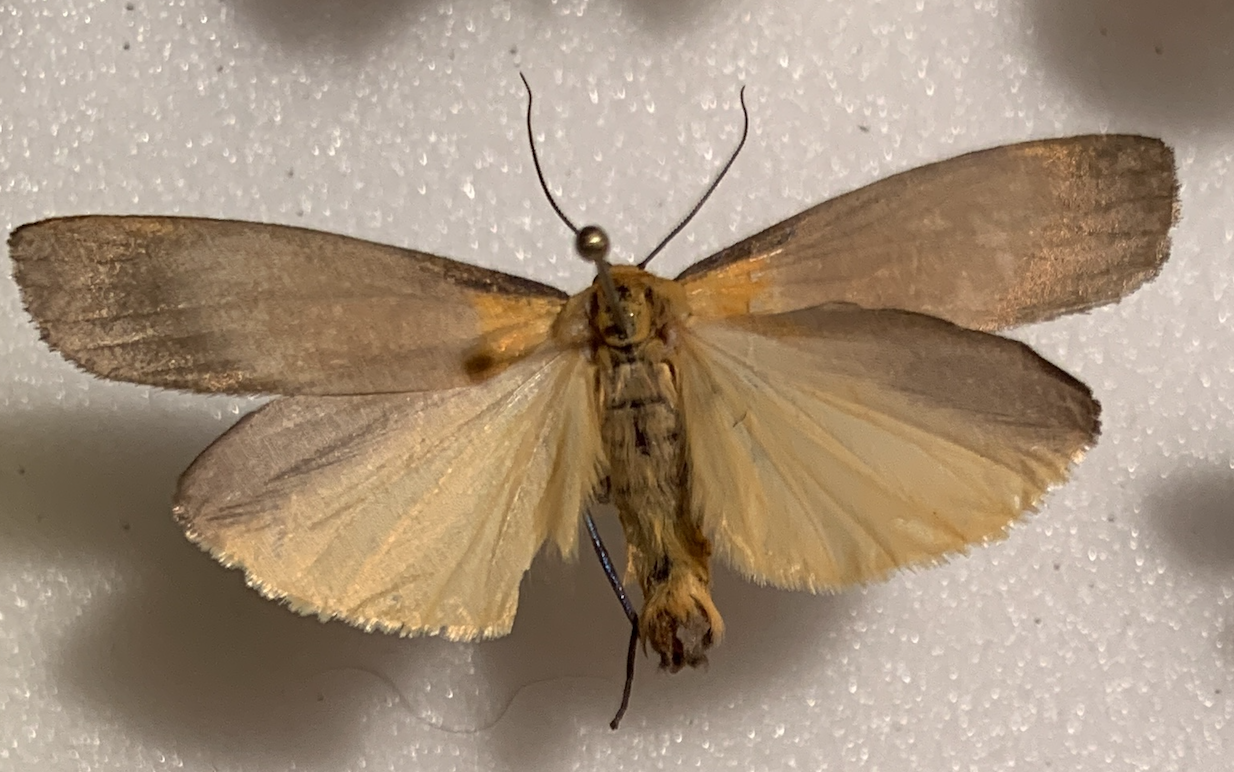
Preparerad (uppnålad) imago fjäril, hane.
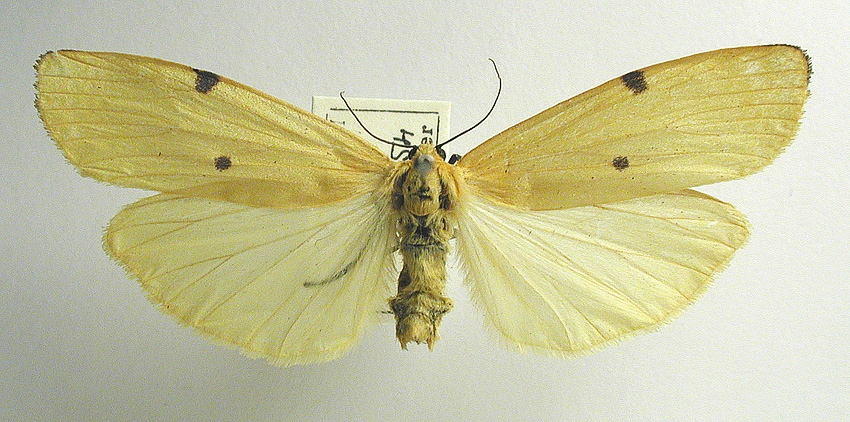
Preparerad (uppnålad) imago fjäril, hona.